# Giuseppe Reina
Giuseppe „Billy“ Reina (* 15. April 1972 in Unna) ist ein ehemaliger deutsch-italienischer Fußballspieler.

## Karriere
Als Fußballer begann er mit zwölf Jahren beim SV 07/08 Rot-Weiß Unna und wechselte 1990 zum Königsborner SV. 1993 kam er zur damals in der Bundesliga spielenden SG Wattenscheid 09. In der Saison 1993/94 erzielte er in 16 Spielen für die Amateurelf der Wattenscheider 8 Tore in der damals drittklassigen Oberliga Westfalen und rückte in der folgenden Spielzeit in den Zweitligakader der aus der Eliteklasse abgestiegenen Profilelf auf. In dieser blieb er bis zum Abstieg in die Regionalliga, der am Ende der Saison 1995/96 nicht vermieden werden konnte.

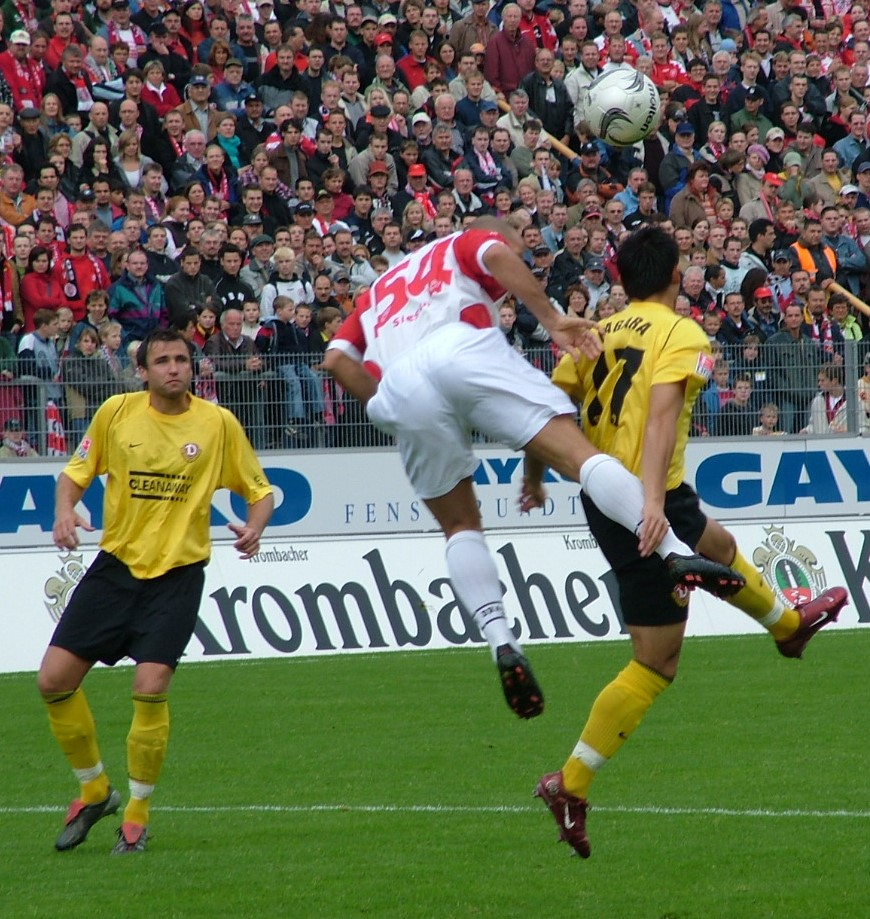
Reina im Trikot der Sportfreunde Siegen

1996 wechselte er zu Arminia Bielefeld in die erste Liga. Drei Jahre später ging er zu Borussia Dortmund, wo er seine sportlich größten Erfolge feierte. Im Jahr 2002 wurde er mit der Borussia deutscher Meister und erreichte das UEFA-Cup Finale. Ab Februar 2004 spielte er für Hertha BSC, ab Sommer 2005 für die Sportfreunde Siegen.
Für die Saison 2006/2007 bekam er keinen neuen Vertrag. Nachdem er einige Zeit vereinslos war, beendete er seine Karriere.
Nach der Annahme der deutschen Staatsbürgerschaft im August 1999 absolvierte Giuseppe Reina einen Einsatz für die A2-Nationalmannschaft des DFB im September 1999 gegen Frankreich. Insgesamt bestritt er 171 Bundesligaspiele und erzielte dabei 34 Tore. Darüber hinaus kam er in 103 Zweitligaspielen auf 25 Tore.
Seinen Spitznamen Billy bekam er von seiner jüngeren Schwester, die Giuseppe nicht aussprechen konnte und ihn darum „Billy“ nannte.
Von 2010 bis 2012 trainierte er die A-Jugend der SV Holzwickede. Im Januar 2012 übernahm allerdings Rüdiger Hesse den Posten.